# Susann Blum
Susann Blum (* 13. Oktober 1981 in Herzberg (Elster), Deutsche Demokratische Republik) ist eine deutsche Journalistin und Fernsehmoderatorin.

## Leben
Blum wuchs in Sachsen-Anhalt auf. Bereits zu Schulzeiten schrieb sie für die Lokalzeitung ihrer Heimat. Sie studierte Politikwissenschaft an der Universität Leipzig und war in dieser Zeit für das Mephisto 97.6, das Lokalradio der Universität, tätig.
Nach ihrem Volontariat, welches sie 2007 bis 2008 beim Mitteldeutschen Rundfunk absolvierte, wurde sie Redakteurin und Fernsehreporterin am Standort in Leipzig für die Redaktionen von ARD-aktuell, MDR aktuell sowie den MDR Sachsenspiegel. Zusammen mit Tobias Wilke produzierte sie 2012 für den MDR die fünfteilige Dokumentation Land in Sicht! Was kam nach der Elbeflut?, welche sich mit den Folgen des Elbehochwassers 2002 in Sachsen und Sachsen-Anhalt beschäftigte. Seit August 2023 moderiert sie den MDR Sachsenspiegel aus dem Landesfunkhaus in Dresden.